# Thiodiazotropha taylorii
Candidatus Thiodiazotropha taylorii (mit nicht ganz korrekter Schreibvariante Candidatus Thiodiazotropha taylori) ist eine 2021 vorgeschlagene Art (Spezies) endosymbiotischer Bakterien, die mit mehreren Wirtsspezies aus der Familie der Mondmuscheln (Lucinidae) assoziiert sind. Ca. T. taylorii gehört zusammen mit verwandten bakteriellen Endosymbionten zur Familie „Sedimenticolaceae“ der Ordnung Chromatiales der Gammaproteobakterien.
Ca. Thiodiazotropha taylori ist bei der Ausbreitung und der Etablierung von Symbiosen mit Mondmuscheln erfolgreicher als jeder andere zuvor beschriebene Symbiont.

## Stoffwechsel
Ca. T. taylori nutzt Schwefelwasserstoff (H2S) als Energiequelle für die Primärproduktion organischen Materials (Assimilation).
Im Gegensatz zur Photosynthese benötigt der Organismus aber kein Licht, um genügend Zucker zu erzeugen, um damit nicht nur sich, sondern auch seinen Muschelwirt zu ernähren.
Diese Fähigkeit ihres Endosymbionten ermöglicht es den Mondmuscheln (Familie Lucinidae) in einer Vielzahl von Lebensräumen zu gedeihen.

## Ökologie und Bedeutung
Meerestiere (wie beispielsweise Korallen) erwerben ihre Symbionten in der Regel aus der Umwelt (im Beispiel der Korallen sind dies Zooxanthellen und Zoochlorellen). Dies ist eine Strategie, die es dem Wirt ermöglicht, sich mit Symbionten zu verbinden, die gut an die lokalen Bedingungen angepasst sind.
Im Gegensatz dazu sind bei der chemosymbiotischen Muschelfamilie der Mondmuscheln mehrere über den Globus verteilte Wirtsarten mit einer einzigen kosmopolitischen endosymbiotischen Bakterienart assoziiert.
Ca. T. taylori war der häufigste Symbiont bei acht Lucinidenarten (Mondmuschelarten) in drei Ozeanen (Atlantik, Pazifik und Indischer Ozean) in den Tropen beider Hemisphären (Nord- und Südhalbkugel).
Die bemerkenswerte Flexibilität der Assoziation von mit dieser Muschelfamilie ist mutualistisch, d. h. für das Bakterium als auch für die Muscheln von Vorteil: Sie erhöht für die Mondmuschelarten die Wahrscheinlichkeit, einen kompatiblen Partner in verschiedenen Lebensräumen rund um den Globus zu finden. Die Flexibilität des bakteriellen Symbionten genauso wie der Muschelwirte ermöglichten so den ökologischen und evolutionären Erfolg dieser Mondmuschel-Bakterien-Symbiose.

## Systematik
Die Systematik der Kandidatenart (Spezies) T. endoloripes und ihrer Gattung Thiodiazotropha (ebenfalls mit Kandidatenstatus) ist nach der List of Prokaryotic names with Standing in Nomenclature (LPSN) mit Stand 28. Oktober 2023:
Gattung „Candidatus Thiodiazotropha“ König et al. 2016
- Spezies „Ca. Thiodiazotropha endoloripes“ Petersen et al. 2017;[4] inkl. endosymbiont of Loripes lucinalis[5]
- Spezies „Ca. Thiodiazotropha endolucinida“ König et al. 2016[6] (Typusart), inkl. Codakia orbicularis gill endosymbiont[5]
- Spezies „Ca. Thiodiazotropha taylorii“ corrig.Osvatic et al. 2021
 mit Schreibvariante „Ca. Thiodiazotropha taylori“ Osvatic et al. 2021[3] (LPSN: „misspelling (and no standing)“); inkl.[7]
Ca. T. sp. (ex Callucina winckworthi),
Ca. T. sp. (ex Chavania striata),
Ca. T. sp. (ex Clathrolucina costata),
Ca. T. sp. (ex Ctena orbiculata),
Ca. T. sp. (ex Loripes clausus),
Ca. T. sp. (ex Pillucina pacifica)

Weitere Spezies, geführt in der Taxonomie des National Center for Biotechnology Information (NCBI):
- Spezies Ca. Thiodiazotropha lotti Osvatic et al. 2021, inkl. Ca. T. sp. (ex Loripes orbiculatus_1)
- Spezies Ca. Thiodiazotropha weberae Osvatic et al. 2021, inkl. Ca. T. sp. (ex Loripes orbiculatus_2)
- Spezies Ca. Thiodiazotropha sp. 'RUGA'; alias/inkl. Ca. T. sp. (ex Rugalucina munda)
- Spezies Ca. Thiodiazotropha sp. CDECU1; faktisch „Ca. T. sp. (ex Ctena decussata)“
- Spezies Ca. Thiodiazotropha sp. (ex Cardiolucina cf. quadrata)

## Etymologie
Der vorgeschlagene Gattungsname Thiodiazotropha leitet sich ab von altgriechisch θεῖον theîon, lateinisch thium, deutsch ‚Schwefel‘; von neulat. diazo- ‚Distickstoff‘ (in Wortzusammensetzungen); sowie von altgr. τροφός trophós, deutsch ‚nahrhaft‘ (und davon τροφή trophê, deutsch ‚Nahrung‘). Thiodiazotropha meint daher einen Organismus mit Schwefel- und Distickstoff-Stoffwechsel.
Das Art-Epitheton taylorii ist die Genitivform von neulat. taylorius und ehrt Dr. John Taylor für seine enormen Beiträge zur Biologie der Mondmuscheln.
Das vorgeschlagene Art-Epitheton endoloripes stammt von altgriechisch ἔνδον endon, deutsch ‚innerhalb‘ und dem Mondmuschel-Gattungsnamen Loripes, dies bezieht sich auf die endosymbiotische Verbindung mit Loripes lucinalis als Muschelwirt.